# Blaricum

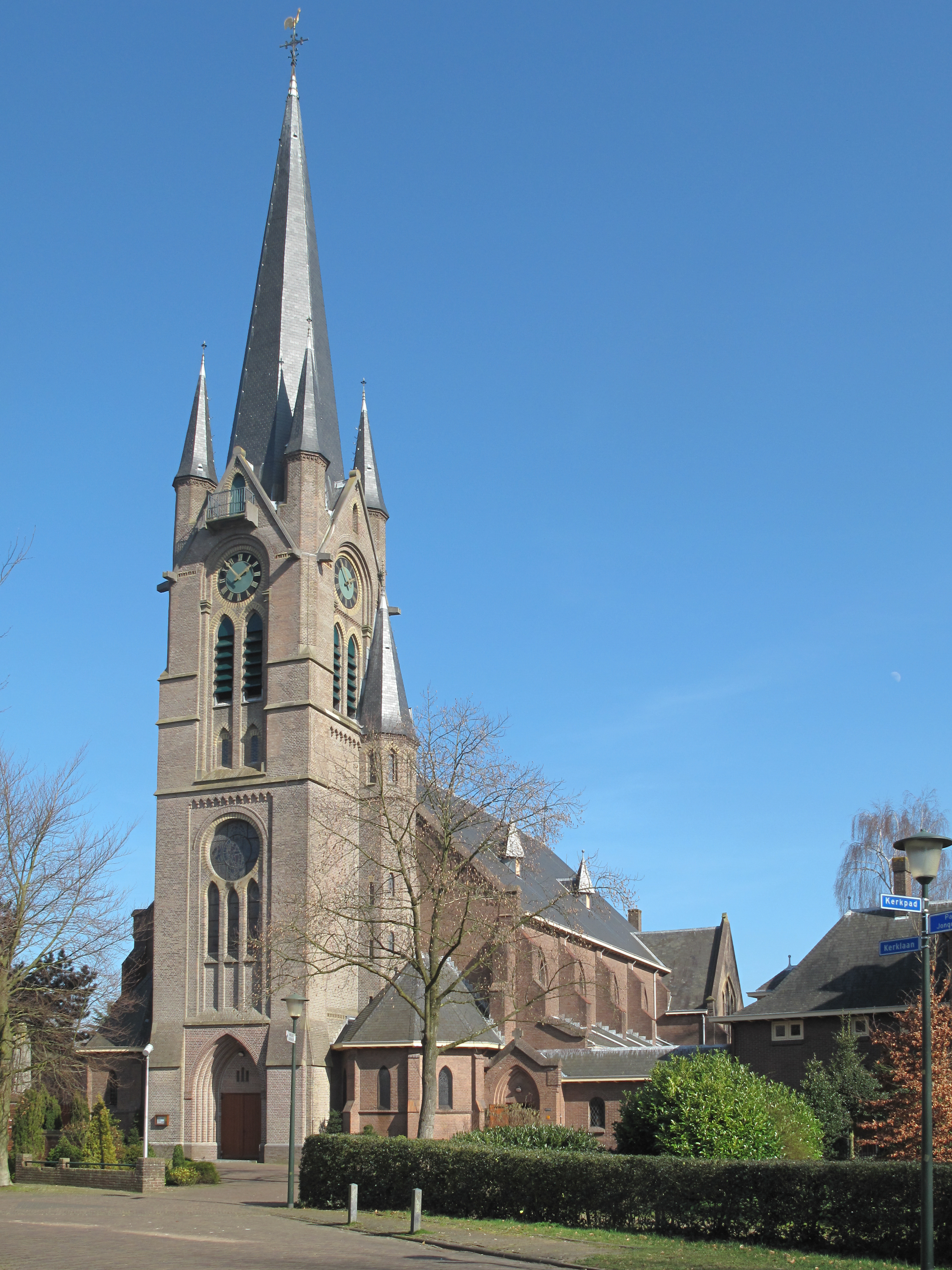
La iglesia: la Sint Vituskerk

Blaricum es un municipio neerlandés situado en la provincia de Holanda Septentrional.
En 2016 tiene 9761 habitantes. Se halla en plena área metropolitana de Ámsterdam, pero es difícil que crezca la población, ya que es el municipio de los Países Bajos donde más caro resulta comprar una casa, con un precio medio de ochocientos mil euros en 2011.
Se sitúa en el límite con la provincia de Utrecht, 5 km al noreste de Hilversum.